# رودريغو كونت قشتالة
رودريغو (بالإسبانية: Rodrigo de Castilla)‏، (توفي 873) وكان أول كونت لقشتالة، منذ عام 862 حتى وفاته.
يعتقد بعض المؤرخين أنه ابن لراميرو الأول من زوجته الثانية باترينا، وبالتالي يكون شقيق أردونيو الأول ملك أستورياس.